# Adrian Haydon
Adrian Haydon, född 1911, död 12 september 1973, var en engelsk bordtennisspelare.
Vid världsmästerskapen i bordtennis 1952 i Bombay tog han VM-silver i herrlag och VM-brons i herrdubbel.
Två år senare vid världsmästerskapen i bordtennis 1953 i Bukarest tog han VM-guld i herrlag och VM-brons i herrdubbel.